# Bark at the Moon
Bark at the Moon —en español: Ladrar a la Luna— es el tercer álbum de estudio del cantante británico Ozzy Osbourne, lanzado el 15 de noviembre de 1983. En este disco la labor de guitarras es realizada por Jake E. Lee, ex Ratt/Rough Cutt.
La canción homónima del disco aparece en los juegos de PlayStation 2 Guitar Hero 2, Grand Theft Auto: Vice City y Guitar Hero: Greatest Hits. El disco fue remasterizado en 1995 y nuevamente en el 2002, 19 años después de su lanzamiento, causando cierta controversia entre algunos fanáticos que encuentran esta nueva masterización algo "moderna".
El disco ocupó la posición n.º 19 en la lista de éxitos de Billboard y a las pocas semanas de su lanzamiento fue certificado como disco de oro por la RIAA.

## Composición y grabación

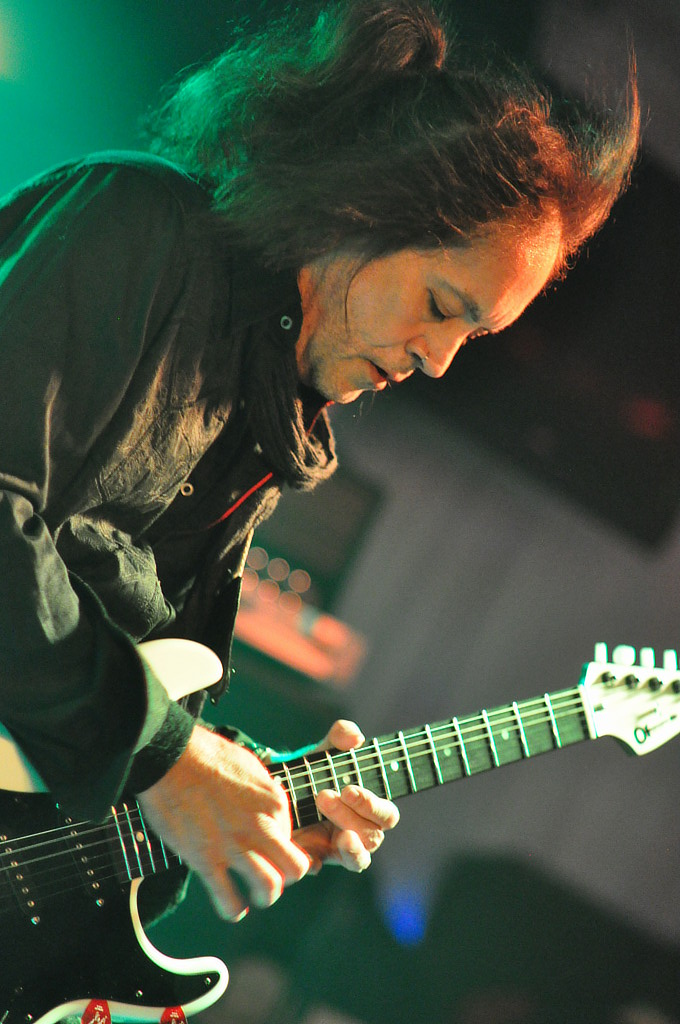
El guitarrista Jake E. Lee reemplazó al fallecido Randy Rhoads como guitarrista de la banda de Osbourne para la grabación de Bark at the Moon. Permaneció en la banda hasta la gira promocional del álbum The Ultimate Sin en 1986.

Bark at the Moon es el único álbum de Ozzy Osbourne en el que la composición de canciones se atribuye por completo a Osbourne. Sin embargo, el guitarrista Jake E. Lee sostiene que compuso una cantidad significativa de la música del álbum, pero que no fue debidamente acreditado por la esposa y mánager de Osbourne, Sharon. Lee afirma que después de que él hubiera compuesto las canciones y completado la grabación de sus partes en el estudio, se le presentó un contrato que establecía que no podría reclamar derechos sobre el material escrito o publicado relativo a dicho álbum. El contrato también establecía que Lee no podía mencionar esto públicamente. Lee asegura que firmó el contrato porque no tenía representación legal y porque Sharon amenazó con despedirlo y pedir a otro guitarrista que volviera a grabar sus partes si se negaba a hacerlo.
El propio Osbourne admitió varios años después en las notas del álbum recopilatorio The Ozzman Cometh que Lee estuvo involucrado en la escritura del álbum en cierta medida, afirmando que la canción principal del álbum fue coescrita por el guitarrista. El bajista de Osbourne en ese momento, Bob Daisley, ha reflejado el relato de Lee sobre la producción del álbum, afirmando que coescribió la mayor parte de la música con Lee y escribió la gran mayoría de las letras. Daisley ha declarado que aceptó dinero de parte de Osbourne a cambio de darle todo el crédito compositivo. El baterista Lee Kerslake, quien también tocó con Daisley en Uriah Heep después de dejar la banda de Osbourne, afirmó que Sharon Osbourne contrató a Daisley para escribir el álbum Bark at the Moon por una suma cercana a los 60 000 dólares.
En algunas versiones europeas la canción "Center of Eternity" aparece con el nombre "Forever". En la gira soporte del álbum, Osbourne se refería a la canción como "Forever". Este hecho puede verificarse en grabaciones que algunos aficionados hicieron de varios conciertos de la gira. La canción homónima fue lanzada como el primer sencillo del álbum con un vídeo musical de acompañamiento en el que Osbourne aparecía con un disfraz de hombre lobo. La decisión de lanzar la balada "So Tired" como el segundo sencillo del álbum no fue bien recibida por muchos fanáticos. La canción "Spiders in the Night" originalmente se incluía en los lanzamientos europeos, australianos, neozelandeses y griegos, pero se incluyó en la reedición en CD de 1995 y en la reedición de 2002, donde figura simplemente como "Spiders".
Compuesta por Daisley, la canción "Now You See It (Now You Don't)" fue una indirecta a la esposa de Osbourne, Sharon, quien lo despidió de la banda en 1981. Daisley declaró muchos años después que le sorprendía que los Osbournes permitieran que la canción se incluyera en el disco.
Bark at the Moon es el único álbum de estudio de Osbourne con el baterista Tommy Aldridge, músico que fue parte integrante de la banda en vivo de Osbourne durante varios años a principios de la década de 1980. Fue despedido después de la grabación del álbum y reemplazado brevemente por Carmine Appice, pero regresó a mediados de la gira tras el despido de Appice. Cuando se le preguntó por el regreso de Aldridge, Osbourne le contó a la revista Hit Parader a principios de 1984: "Fue por razones de salud, Appice me estaba enfermando". No obstante, Appice apareció en el popular vídeo musical del sencillo "Bark at the Moon".

## Versión de 2002
Una nueva versión remasterizada de Bark at the Moon fue publicada en 2002. Esta versión recibió una reacción mixta; muchos elementos del álbum original no están presentes en la misma, por ejemplo, varias partes de la guitarra principal. Además, la canción "You're No Different" tiene un final alternativo (con el fade-out eliminado) y "Center of Eternity" tiene un segmento de introducción alterado. Esta edición también incluye los bonus tracks "Spiders" y "One Up the 'B' Side", originalmente el lado B del sencillo "Bark at the Moon".

## Controversia
Poco después del lanzamiento de Bark at the Moon en 1983, un canadiense llamado James Jollimore asesinó a una mujer y sus dos hijos supuestamente después de escuchar el álbum. Los medios de comunicación y los grupos cristianos empezaron a especular sobre la influencia que tuvo la música en Jollimore para cometer semejante acto. El momento fue particularmente inoportuno para Osbourne, que en ese momento se enfrentaba a acusaciones por el suicidio de un joven que aparentemente se inspiró en la letra de la canción "Suicide Solution" para quitarse la vida.

## Lista de canciones
1. "Bark at the Moon" - 4:17
2. "You're No Different" - 5:49
3. "Now You See It (Now You Don't)" - 5:10
4. "Rock 'n' Roll Rebel" - 5:23
5. "Center of Eternity" - 5:15
6. "So Tired" - 4:00
7. "Slow Down" - 4:21
8. "Waiting for Darkness" - 5:14

## Personal
- Ozzy Osbourne - voz
- Jake E. Lee - guitarra
- Bob Daisley - bajo
- Tommy Aldridge  - batería
- Don Airey - teclados

### Producción
- Producido por Ozzy Osbourne, Bob Daisley y Max Norman[11]
- Mezclado por Tony Bongiovi en The Power Station, Nueva York

## Listas de éxitos

### Álbum
| Año  | Lista                   | Posición |
| ---- | ----------------------- | -------- |
| 1983 | Billboard 200 (EE. UU.) | 19       |
| 1983 | UK Albums Chart         | 24       |
| 1984 | Swedish Albums Chart    | 9        |
| 1984 | RPM100 Albums (Canadá)  | 23       |
| 1986 | Nueva Zelanda           | 50       |

### Sencillos
| Año  | Sencillo           | Lista            | Posición |
| ---- | ------------------ | ---------------- | -------- |
| 1983 | "Bark at the Moon" | UK Singles Chart | 21       |
| 1984 | "So Tired"         | UK Singles Chart | 20       |